# Zsolnalitva
Zsolnalitva (szlovákul Lietava) község Szlovákiában, a Zsolnai kerület Zsolnai járásában. Szúnyogfalu tartozik hozzá.

## Fekvése
Zsolnától 9 km-re délnyugatra fekszik.

## Története
A régészeti leletek tanúsága szerint területén már az újkőkorszakban is éltek emberek, majd a bronzkorból a lausitzi és a puhói kultúra településének maradványai kerültek itt elő.
Várát egy ószláv erődítmény helyén a Balassák építtették a 13. század második felében, majd 1321-ig Csák Mátéé. A 15. században a Szapolyaiaké lett, akik reneszánsz stílusban bővítették. 1474-ben Mátyás király kedvelt hadvezérének, Kinizsi Pálnak adományozta Sztrecsény és Zsolnalitva váruradalmait, mivel a Kinizsi vezette portyázó lovascsapatok legyőzték a lengyeleket a csehországi hadjáratban. 1509-ben Kinizsi feleségéé, a megözvegyült Magyar Benignáé lett a vár. Új férje Kereky Gergely erőszakos, kegyetlen ember volt, így felesége sokat szenvedett mellette. 1519-ben Benigna asszony – megelégelve férje zsarnokságát – embereivel meggyilkoltatta, és a nagyvázsonyi vár árkába dobatta. Ezért a bíróság fej és jószágvesztésre ítélte, de II. Lajos magyar király – Magyar Balázs és Kinizsi Pál érdemeire tekintettel – kegyelemben részesítette, és az ítéletet száműzetésre változtatta. Benigna asszonynak Zsolnalitva várába kellett elvonulnia. Itt is halt meg 1523-ban. A vár egyik tornyán napjainkban is látható a Kinizsi címer, a kardot szorító kar. 1528-ban Ferdinánd hadvezére, Katzianer ostrommal foglalta el és felgyújtotta. Később rendbe hozták és az újabb ostromot már sikerrel verte vissza. Házasság révén Thurzó Ferencé lett, itt tartották a vármegye közgyűléseit. 1641 után kezdett pusztulni. A 18. században tulajdonosai elhagyták, azóta pusztul.
A falu létezéséről az első hiteles forrás 1300-ból származik „Lytwa” alakban. 1321-ben „Lethawa”, 1332-ben „Liptua”, 1392-ben „Letavia”, 1393-ban „Lytwa”, 1397-ben „Lietawa”, 1474-ben „Lethawa” néven szerepel a korabeli forrásokban.
A litvai váruradalomhoz tartozott, így birtokosai a vár mindenkori urai voltak. 1598-ban 21 háza állt. 1720-ban 22 volt az adózók száma. 1784-ben 52 házában 56 családban 331 lakos élt.
A 18. század végén Vályi András így ír róla: „LIETAVA. Lucska Lietava. Elegyes tót falu Trentsén Várm. földes Urai több Uraságok, lakosai katolikusok, fekszik Lietava hajdani nevezetes Vár alatt, ’s a’ birtokos Uraknak épűleteik által jelesíttetik, földgye termékeny, legelője, erdeje is van.”
1828-ban 38 háza volt 372 lakossal. Lakói mezőgazdasággal, gyümölcstermesztéssel, méhészettel foglalkoztak.
A vár alatt keletkezett Podhradie falu is, melynek 1828-ban 5 háza és 47 lakosa volt. A 19. század közepén csatolták Zsolnalitvához.
Fényes Elek 1851-ben kiadott geográfiai szótárában így ír a faluról: „Lietava, tót falu, Trencsén vármegyében, Zsolnához délre 1/2 órányira: 368 kath., 7 zsidó lak. Nevezetessé teszi régi hegyen épült vára, mellyhez egy egész uradalom tartozik, s most Lengyel, Perényi, Révay és Thurzó liniákra oszlik fel. Van kath. paroch. temploma, s a vár alatt szép urasági majorsága, és tehenészete.”
A trianoni békéig Trencsén vármegye Zsolnai járásához tartozott.
Mezőgazdasági jellegét később is megőrizte. 1960-ban csatolták hozzá Szúnyogfalut.

## Népessége
| Év:            | 1994. | 2004.    | 2014.   | 2024.    |
| -------------- | ----- | -------- | ------- | -------- |
| Emberek száma: | 1291  | 1450     | 1454    | 1728     |
| Eltérés:       |       | +12,31 % | +0,27 % | +18,84 % |

| Év:            | 2023. | 2024.   |
| -------------- | ----- | ------- |
| Emberek száma: | 1712  | 1728    |
| Eltérés:       |       | +0,93 % |

1910-ben 485 lakosából 455 szlovák, 4 német, 2 magyar és 24 egyéb nemzetiségű volt.
2011-ben 1410 lakosából 1390 szlovák volt.

## Nevezetességei

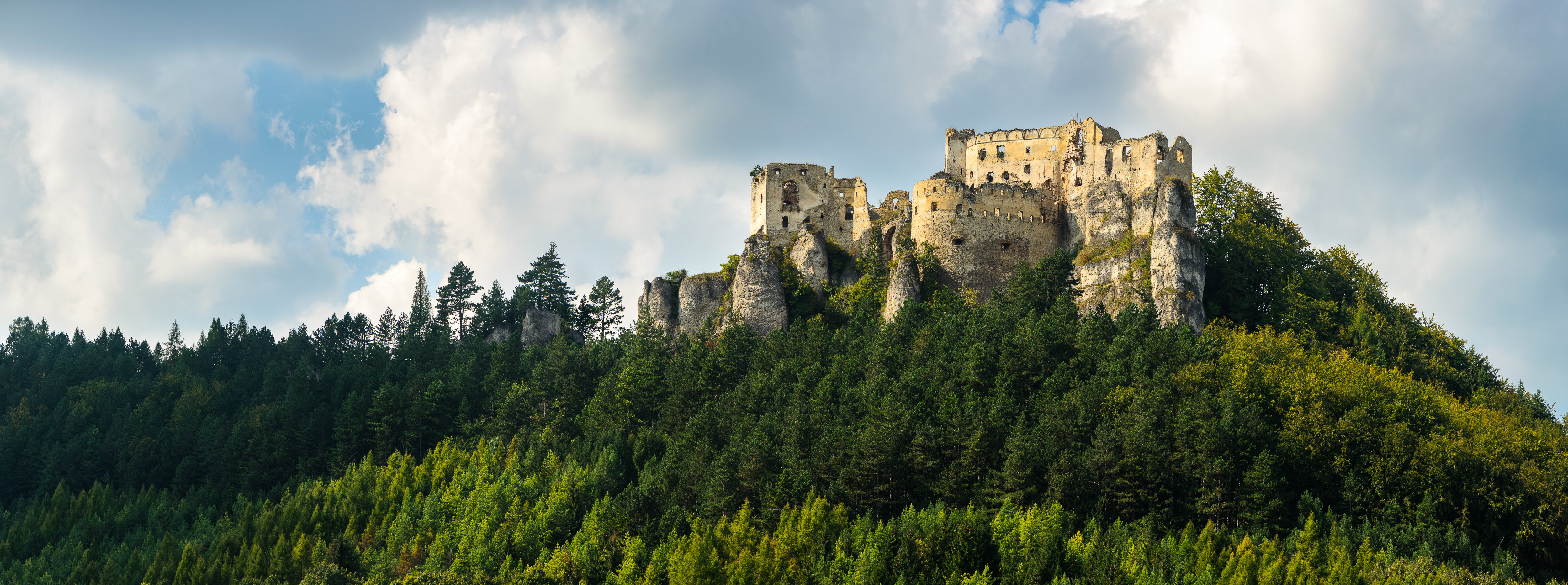
A vár

- A falu feletti Várhegyen állnak várának emeletnyi magas maradványai a 13.-14. századból.
- Római katolikus temploma a 15. század elején épült gótikus stílusban, berendezése 18. századi.

## Külső hivatkozások
- hradlietava.sk
- Hivatalos oldal
- E-obce.sk Archiválva 2009. április 15-i dátummal a Wayback Machine-ben
- Zsolnalitva vára (szlovák nyelvű leírás sok képpel)
- Zsolnalitva vára (pamiatky.net)
- Községinfó
- Zsolnalitva Szlovákia térképén

## Lásd még
- Szúnyogfalu